# 赤龙南街道
赤龙南街道，是中华人民共和国天津市西青区下辖的一个乡镇级行政单位。

## 行政区划
赤龙南街道下辖以下地区：
佳和雅庭社区、佳和荣庭社区、佳和贤庭社区、亲和康园社区和亲和静园社区。